# Esteve II de Wittelsbach
Esteve II de Baviera (1319 - 13 de maig de 1375 a Landshut) (en alemany: Stephan II mit der Hafte, Herzog von Bayern), fou duc de Baviera després de 1347. Era el segon fill de l'emperador Lluís IV de Baviera per la seva primera esposa Beatriu de Swidnica i un membre de la dinastia Wittelsbach. Fou també comte d'Hainaut i d'Holanda.

## Biografia
Durant el regnat de l'emperador Lluís IV el seu fill Esteve va servir com a vogt de Suabia i Alsàcia. L'Emperador havia adquirit Brandenburg, Tirol, Holanda i Hainaut per a la seva casa, però també va deixar anar l'Alt Palatinat per a la branca palatina dels Wittelsbach el 1329. Quan el seu pare va morir el 1347, Esteve II el va succeir com a duc de Baviera i comte d'Holanda i d'Hainaut juntament amb els seus cinc germans. Lluís IV havia reunificat Baviera el 1340, però el 1349 el país es va dividir altre cop entre els fills de l'emperador formant-se novament els ducats de l'Alta Baviera i de la Baixa Baviera (aquest segon al cap de quatre anys es va dividir en Baviera-Landshut i Baviera-Straubing). Esteve II va governar del 1349 al 1353, juntament amb els seus dos germans Guillem I i Albert I tant a Holanda com a la Baixa Baviera, i després del 1353 va governar sol a Baviera-Landshut.
Després de la reconciliació temporal dels Wittelsbach amb l'emperador Carles IV, que havia confirmat finalment totes les possessions dels Wittelsbach, Esteve es va unir a l'expedició de Carles a Itàlia el 1354. Però aviat la Butlla d'Or de 1356 va provocar un nou conflicte, ja que només la branca palatina dels Wittelsbach i el seu germà Lluís VI el Romà com a marcgravi de Brandenburg van ser investits amb la dignitat electoral. Esteve II va ser l'últim fill de l'emperador Lluís IV, que va ser absolt de l'excomunió el 1362.
Quan el duc Meinard, el fill del seu germà gran, Lluís V el Brandenburguès va morir el 1363, Esteve II va succeir també a aquest a l'Alta Baviera i va provar d'envair el Tirol. Per enfortir la seva posició en contra de Rodolf IV, duc d'Àustria, es va aliar amb Bernabé Visconti. Esteve però finalment va renunciar al comtat de Tirol en favor dels Habsburg per la Pau de Schärding, rebent una enorme compensació financera després de la mort de Margarida Maultasch el 1369.
El seu conflicte amb el seu germà Lluís VI el Romà en l'herència bavaresa de Meinard finalment va provocar també la pèrdua de Brandenburg per la dinastia Wittelsbach, ja que llavors Lluís va designar com a hereu Carles IV. No obstant això, Esteve va acceptar al seu germà Otó V (VII), l'últim governant Wittelsbach de Brandenburg, com el seu co-regent nominal quan va tornar a Baviera el 1373. A causa de la pèrdua del marcgraviat de Brandenburg els ducs de Baviera van rebre una vegada més una compensació econòmica. Esteve va ser succeït pels seus tres fills.
Està enterrat a l'Església de la Mare de Déu de Múnic.

## Família i nens
Es va casar dues vegades. En primer lloc, el 27 de juny de 1328 amb Elisabet de Sicília, filla del rei Frederic III de Sicília i de Leonor d'Anjou. En segon lloc, es va casar el 14 de febrer de 1359 amb Margarida de Nuremberg, filla de Joan II de Nuremberg i d'Isabel de Henneberg. Tots els seus fills foren del seu primer matrimoni, amb tres fills, que finalment es van dividir entre ells el ducat de Baviera el 1392, i una filla:
- Esteve III de Baviera-Ingolstadt (1337-1326 de setembre 1413 a Niederschönfeld).
- Frederic de Baviera-Landshut (1339-1304 de desembre 1393, Budweis).
- Joan II de Baviera-Munich (1341-1397).
- Agnès (nascuda el 1338), es va casar vers 1356 amb el rei Jaume I de Xipre.

Dos dels fills d'Esteve (Esteve III i Frederic) i un net (fill de Joan) Ernest, es van casar amb les filles del seu aliat Bernabé Visconti.
El 1447 Baviera-Ingolstadt es va unir a Baviera-Landshut, i els dos territoris foren fusionats amb Baviera-Munich el 1503.